# 村田陽一 (翻訳家)
村田 陽一（むらた よういち、1908年6月4日 - 1997年6月22日）は、日本の翻訳家、社会運動家。

## 経歴
東京出身。本名は小林康彦。東京外国語学校(現東京外国語大学)英語部卒業。
1929年産業労働調査所に入所、国際部に所属し機関誌『インタナショナル』編集に参加。1930-33年同誌編集長。1931年日本共産党に入党。コミンテルン、プロフィンテルンなどの紹介につとめる。
1949年『マルクス=エンゲルス選集』の編集にあたり、以来『レーニン全集』『マルクス・エンゲルス全集』『国家論ノート』など、科学的社会主義の古典の翻訳に携わる。1978-85年『コミンテルン資料集』、1985年『コミンテルン資料集』で日本翻訳文化賞 (平松)受賞。1986-88年『資料集・コミンテルンと日本』を編集。
蔵書は法政大学大原社会問題研究所に寄贈され、「村田陽一文庫」（図書・雑誌・資料約1万冊）として整理が進められており、2001年には『村田陽一文庫受贈図書・資料目録』が編まれた。
晩年に、レーニンの『共産主義内の「左翼主義」小児病』の新訳を完成させていたが、未刊である。

## 共編
- 『社会主義への前進 各国共産党の新しい綱領』高橋勝之共編 合同出版社 1957
- 『現代マルクス主義』古在由重・井汲貞一・村田陽一・長洲一二共編　大月書店 1958　第Ⅲ巻　村田「現代民主主義の構造」

### 翻訳
- レーニン『マルクス=エンゲルス=マルクス主義』 (国民文庫 1952-53
- エンゲルス『革命と反革命』 (国民文庫 1953
- レーニン『なにをなすべきか?』 (国民文庫  1953
- マルクス, エンゲルス『労働者党綱領問題』山辺健太郎共訳編 (国民文庫) 1954
- エンゲルス『家族,私有財産および国家の起源』村井康男共訳 (国民文庫 1954
- エンゲルス『反デューリング論』寺沢恒信共訳 (国民文庫 1955
- マルクス『賃労働と資本 新訳版』松本惣一郎共訳 (国民文庫) 1956
- 『共産主義への移行 フルシチョフ論文集』高橋勝之共編訳 合同出版社 1958
- 『ユーゴスラヴィアの共産主義』訳編. 大月書店 1958
- エ・ア・ピグレフスカヤ『戦後日本の経済循環』佐々木安雄共訳 刀江書院 1962
- エー・ヤー・ブレーゲル『貧困化理論と修正主義』平木恭三郎共訳 新日本出版社 1962
- エヴゲニー・ヴァルガ『資本主義経済学の諸問題』堀江正規共訳 岩波書店 1966
- ディミトロフ『反ファシズム統一戦線』坂井信義共訳 (国民文庫) 大月書店 1967
- マルクス『フランスにおける内乱』 (国民文庫)大月書店 1970
- 『レーニン主義の敵トロツキズム』坂井信義共編訳 大月書店 1970
- マルクス『ルイ・ボナパルトのブリュメール18日』 (国民文庫) 大月書店 1971
- ブレーゲリ『貧困化理論と修正主義』新日本出版社 1971
- レーニン『国家論ノート マルクス主義国家論』大月書店 1972
- ソ連邦共産党中央委員会付属マルクス=レーニン主義研究所編『コミンテルンの歴史』大月書店 1973
- ジェームズ・クラッグマン, ワルデック・ロシェ『マルクス主義とヒューマニズム』梶原昭彦共訳 (新日本新書) 新日本出版社 1973
- レーニン『国家論ノート』 (国民文庫) 大月書店 1973
- レーニン『トロツキズム批判』宮森繁共編訳 (国民文庫) 大月書店 1974
- エンゲルス『住宅問題』 (国民文庫) 大月書店 1974
- レーニン『民族問題ノート』坂井信義共訳 大月書店 1977
- 『コミンテルン資料集』全6巻別巻1 編訳. 大月書店 1978-85
- レーニン『カール・マルクス』河野公平注解 (大月センチュリーズ)大月書店 1983
- マルクス, エンゲルス『共産党宣言』 (大月センチュリーズ)大月書店 1983
- エンゲルス『空想から科学へ』寺沢恒信共訳 (大月センチュリーズ)大月書店 1983
- 『資料集・コミンテルンと日本』全3巻 編訳. 大月書店 1986-88
- ユオザス・ウルブシス『リトアニア 厳しい試練の年月 回想録』新日本出版社 1991
- 『資料集・初期日本共産党とコミンテルン』編訳 大月書店 1993